# Христианство в Тунисе
Христианство в Тунисе существует со времени римского Римской империи. Однако в результате исламских завоеваний (VII  век) численность христиан в стране уменьшилась. С конца XIX века и до окончания Второй мировой войны в Тунисе проживало большое количество христиан французского, итальянского и мальтийского происхождения. В настоящее время численность местной христианской диаспоры в стране, где не ведётся официальной статистики, неизвестна.
Основную часть из примерно 30 000 христиан составляют приезжие иностранцы.

## Конфессиональный состав
Русская православная церковь насчитывает около 100 приверженцев и имеет одну церковь в городе Тунис и другую в городе Бизерта. В 2012 году, в связи с активизацией мусульман, её сооружения подвергались нападениям.
Римско-католическая церковь в Тунисе образует Тунисскую архиепископию. Помимо проведения богослужений, католическая церковь открыла монастырь, свободно организовывала культурную деятельность, осуществляла благотворительную деятельность по всей стране.
Имеется около 2 тысяч протестантов. В 1882 году была основана Реформатская церковь в Тунисе. Реформатская церковь Франции имеет церковь в Тунисе, в которой насчитывается более сотни прихожан, в основном иностранцев.
Англиканская церковь имеет церковь в Тунисе с несколькими сотнями преимущественно иностранных членов. Есть около полусотни адвентистов седьмого дня.
Среди последователей различных церквей, в основном евангельских, много верующих, перешедших из ислама. По оценкам Международного отчета о свободе вероисповедания за 2007 год, несколько тысяч тунисских мусульман обратились в христианство. Страна, 99% которой составляют мусульмане, начинает разворачиваться к христианству.